# Torneo Nacional de Clubes 1997
El Torneo Nacional de Clubes de 1997 fue la quinta edición del torneo organizado por la Unión Argentina de Rugby que reúne a clubes provenientes de todas sus uniones provinciales afiliadas. Se llevó a cabo entre el 18 de octubre y el 22 de noviembre de 1997, con la final disputándose en las instalaciones del Buenos Aires Cricket & Rugby Club.
El torneo mantuvo el mismo formato de competición utilizado en la edición anterior, cambiando solamente la distribución de cupos entre los clubes clasificados directamente a la tercera ronda. No hubo clubes en representación de la Unión de Rugby de la Cuenca del Salado (la cual solicitó su desafiliación de la UAR el 20 de octubre de 1997) y la Unión de Rugby del Centro de la Provincia de Buenos Aires. Por otro lado, la Unión Jujeña de Rugby participó por primera vez en el torneo y la Unión de Rugby de Salta recibió un segundo cupo.
Por primera vez en la historia del torneo participó un equipo extranjero: Encarnación Rugby Club de Paraguay. Los Leones se adjudicaron la clasificación como campeones del torneo de la Unión de Rugby de Misiones, unión de la cual el club de Encarnación es miembro debido a su cercanía con la ciudad de Posadas.
La final del torneo se disputó entre el campeón defensor, Hindú, y Jockey Club de Rosario, que en semifinales derrotó a su clásico rival, Duendes de Rosario. El club rosarino se impuso 24-14 y consiguió su primer Nacional de Clubes, convirtiéndose así en el primer club del interior en ganar el torneo en su formato actual.

## Equipos participantes
Participaron de este torneo cuarenta equipos: 32 clasificaron a la primera rueda y los 8 restantes clasificaron directamente a la tercera rueda.

### Primera rueda
32 clubes provenientes de veinte uniones provinciales disputaron la primera rueda: cuatro clubes de la Unión de Rugby de Buenos Aires (del 5.° al 8.° en el Torneo de la URBA de 1997) y veintiocho clubes de las diecinueve uniones provinciales restantes.
| Unión de origen                           | Club                       | Ciudad                | Provincia          |
| ----------------------------------------- | -------------------------- | --------------------- | ------------------ |
| Unión de Rugby de Buenos Aires 4 equipos  | Alumni                     | Tortuguitas           | Buenos Aires       |
| Unión de Rugby de Buenos Aires 4 equipos  | CUBA                       | Buenos Aires          | C.A.B.A            |
| Unión de Rugby de Buenos Aires 4 equipos  | Newman                     | Benavídez             | Buenos Aires       |
| Unión de Rugby de Buenos Aires 4 equipos  | Olivos Rugby Club          | Vicente López         | Buenos Aires       |
| Unión Cordobesa de Rugby 2 equipos        | Jockey Club                | Córdoba               | Córdoba            |
| Unión Cordobesa de Rugby 2 equipos        | Tala                       | Córdoba               | Córdoba            |
| Unión de Rugby de Cuyo 2 equipos          | Marista                    | Mendoza               | Mendoza            |
| Unión de Rugby de Cuyo 2 equipos          | Mendoza Rugby Club         | Guaymallén            | Mendoza            |
| Unión de Rugby de Rosario 2 equipos       | Duendes Rugby Club         | Rosario               | Santa Fe           |
| Unión de Rugby de Rosario 2 equipos       | Gimnasia y Esgrima         | Rosario               | Santa Fe           |
| Unión de Rugby de Tucumán 2 equipos       | Natación y Gimnasia        | San Miguel de Tucumán | Tucumán            |
| Unión de Rugby de Tucumán 2 equipos       | Tucumán Rugby Club         | Yerba Buena           | Tucumán            |
| Unión de Rugby de Mar del Plata 2 equipos | Mar del Plata Club         | Mar del Plata         | Buenos Aires       |
| Unión de Rugby de Mar del Plata 2 equipos | Sporting Club              | Mar del Plata         | Buenos Aires       |
| Unión de Rugby de Salta 2 equipos         | Gimnasia y Tiro            | Salta                 | Salta              |
| Unión de Rugby de Salta 2 equipos         | Universitario              | Salta                 | Salta              |
| Unión de Rugby del Nordeste 2 equipos     | Sixty Rugby Club           | Resistencia           | Chaco              |
| Unión de Rugby del Nordeste 2 equipos     | Taragüy Rugby Club         | Corrientes            | Corrientes         |
| Unión Sanjuanina de Rugby 2 equipos       | San Juan Rugby Club        | San Juan              | San Juan           |
| Unión Sanjuanina de Rugby 2 equipos       | UNSJ                       | Pocito                | San Juan           |
| Unión Santafesina de Rugby 2 equipos      | Santa Fe Rugby Club        | Santa Fe              | Santa Fe           |
| Unión Santafesina de Rugby 2 equipos      | Universitario de Santa Fe  | Santa Fe              | Santa Fe           |
| Unión de Rugby Austral                    | San Jorge Rugby Club       | Caleta Olivia         | Santa Cruz         |
| Unión de Rugby de Formosa                 | Aguará Rugby & Hockey Club | Formosa               | Formosa            |
| Unión de Rugby de Misiones                | Encarnación Rugby Club     | Encarnación           | Itapúa ( Paraguay) |
| Unión de Rugby del Alto Valle             | Roca Rugby Club            | General Roca          | Río Negro          |
| Unión de Rugby del Oeste                  | Los Miuras                 | Junín                 | Buenos Aires       |
| Unión de Rugby del Sur                    | Sociedad Sportiva          | Bahía Blanca          | Buenos Aires       |
| Unión de Rugby del Valle del Chubut       | Patoruzú Rugby Club        | Trelew                | Chubut             |
| Unión Entrerriana de Rugby                | Estudiantes de Paraná      | Paraná                | Entre Ríos         |
| Unión Jujeña de Rugby                     | Suri Rugby Club            | San Salvador de Jujuy | Jujuy              |
| Unión Santiagueña de Rugby                | Old Lions                  | Santiago del Estero   | Sgo. del Estero    |

### Tercera rueda
A la tercera rueda clasificaron de forma directa ocho clubes: cuatro de la Unión de Rugby de Buenos Aires (del 1.° al 4.° en el Torneo de la URBA 1997) y los campeones de las uniones de Córdoba, Mendoza, Rosario y Tucumán.
| Unión de origen                          | Club                 | Ciudad                | Provincia    |
| ---------------------------------------- | -------------------- | --------------------- | ------------ |
| Unión de Rugby de Buenos Aires 4 equipos | Atlético del Rosario | Rosario               | Santa Fe     |
| Unión de Rugby de Buenos Aires 4 equipos | CASI                 | San Isidro            | Buenos Aires |
| Unión de Rugby de Buenos Aires 4 equipos | Hindú                | Don Torcuato          | Buenos Aires |
| Unión de Rugby de Buenos Aires 4 equipos | San Isidro Club      | San Isidro            | Buenos Aires |
| Unión Cordobesa de Rugby                 | La Tablada           | Córdoba               | Córdoba      |
| Unión de Rugby de Cuyo                   | Liceo Rugby Club     | Luján de Cuyo         | Mendoza      |
| Unión de Rugby de Rosario                | Jockey Club          | Rosario               | Santa Fe     |
| Unión de Rugby de Tucumán                | Universitario        | San Miguel de Tucumán | Tucumán      |

## Formato
El formato del torneo se mantuvo respecto a la edición anterior, cambiando solamente la distribución de cupos entre los clubes clasificados directamente a la tercera ronda: la URBA pasó de ocho a cuatro clubes directamente clasificados (los otros cuatro participando desde la primera fase) y los cuatro cupos restantes siendo otorgados a los campeones de las uniones de Córdoba, Mendoza, Rosario y Tucumán.
Treinta y dos equipos (cuatro de la URBA y veintiocho del interior) disputaron la primera y segunda rueda a eliminación directa, con los ocho equipos vencedores clasificando a la tercera rueda del torneo.
Los ocho equipos que clasificaron directamente a la tercera rueda (cuatro de la URBA y cuatro del interior) fueron emparejados con los ocho ganadores de la segunda rueda. A partir de esta etapa el torneo se resolvió con un tradicional sistema a eliminación directa: octavos, cuartos, semifinales y final.

## Partidos

### Primera rueda
| 18 de octubre | Duendes | 54 - 15 | Santa Fe RC |  |  |

| 18 de octubre | Aguará RHC | 22 - 49 | Taragüy RC |  |  |

| 18 de octubre | Estudiantes de Paraná | 26 - 25 | Olivos RC |  |  |

| 18 de octubre | San Juan RC | 21 - 42 | Tala |  |  |

| 18 de octubre | Gimnasia y Tiro | 39 - 31 | Natación y Gimnasia |  |  |

| 18 de octubre | Los Miuras | 17 - 48 | Sporting Club |  |  |

| 18 de octubre | San Jorge RC | 19 - 22 | Patoruzú RC |  |  |

| 18 de octubre | Roca RC | 23 - 61 | Alumni |  |  |

| 18 de octubre | Suri RC | 19 - 113 | Tucumán RC |  |  |

| 18 de octubre | Mar del Plata Club | 10 - 41 | Newman |  |  |

| 18 de octubre | Jockey Club (C) | 35 - 18 | Mendoza RC | Jockey Club de Córdoba,              |                                      |
|               |                 | Reporte |            | Árbitro(s): Miguel Peyrone (Rosario) | Árbitro(s): Miguel Peyrone (Rosario) |

| 18 de octubre | Old Lions | 23 - 24 | Universitario (S) |  |  |

| 18 de octubre | Marista | 51 - 30 | UNSJ |  |  |

| 18 de octubre | Sociedad Sportiva | 38 - 44 | CUBA |  |  |

| 18 de octubre | Encarnación RC | 13 - 38 | Sixty RC |  |  |

| 18 de octubre | Universitario (SF) | 15 - 14 | Gimnasia y Esgrima (R) |  |  |

### Segunda rueda
| 25 de octubre | Duendes | 35 - 20 | Taragüy RC |                                              |                                              |
|               |         | Reporte |            | Árbitro(s): Osvaldo Ciarrochi (Buenos Aires) | Árbitro(s): Osvaldo Ciarrochi (Buenos Aires) |

| 25 de octubre | Estudiantes de Paraná | 25 - 41 | Tala |                         |                         |
|               |                       | Reporte |      | Árbitro(s): Oscar Bitar | Árbitro(s): Oscar Bitar |

| 25 de octubre | Gimnasia y Tiro | 21 - 23 | Sporting Club |                                            |                                            |
|               |                 | Reporte |               | Árbitro(s): Eduardo Barceló (Buenos Aires) | Árbitro(s): Eduardo Barceló (Buenos Aires) |

| 25 de octubre | Patoruzú RC | 0 - 85 | Alumni |  |  |

| 25 de octubre | Tucumán RC | 20 - 33 | Newman |                                       |                                       |
|               |            | Reporte |        | Árbitro(s): Carlos Molinari (Rosario) | Árbitro(s): Carlos Molinari (Rosario) |

| 25 de octubre | Jockey Club (C) | 14 - 17 | Universitario (S) |                                      |                                      |
|               |                 | Reporte |                   | Árbitro(s): Marcelo Abdala (Tucumán) | Árbitro(s): Marcelo Abdala (Tucumán) |

| 25 de octubre | Marista | 29 - 32 | CUBA |                           |                           |
|               |         | Reporte |      | Árbitro(s): José Ferreyra | Árbitro(s): José Ferreyra |

| 25 de octubre | Sixty RC | 24 - 53 | Universitario (SF) |                                            |                                            |
|               |          | Reporte |                    | Árbitro(s): Carlos Martínez (Buenos Aires) | Árbitro(s): Carlos Martínez (Buenos Aires) |

|  | Tercera rueda      | Tercera rueda      | Tercera rueda     |                   |                 | Cuartos de final | Cuartos de final | Cuartos de final |  |         | Semifinales     | Semifinales     | Semifinales     |  |                 | Final           | Final           | Final           |  |
|  | 2 de noviembre     | 2 de noviembre     | 2 de noviembre    |                   |                 | 9 de noviembre   | 9 de noviembre   | 9 de noviembre   |  |         | 15 de noviembre | 15 de noviembre | 15 de noviembre |  |                 | 22 de noviembre | 22 de noviembre | 22 de noviembre |  |
|  |                    |                    |                   |                   |                 |                  |                  |                  |  |         |                 |                 |                 |  |                 |                 |                 |                 |  |
|  |                    |                    |                   |                   |                 |                  |                  |                  |  |         |                 |                 |                 |  |                 |                 |                 |                 |  |
|  | Duendes            | Duendes            | 42                |                   |                 |                  |                  |                  |  |         |                 |                 |                 |  |                 |                 |                 |                 |  |
|  | Duendes            | Duendes            | 42                |                   |                 |                  |                  |                  |  |         |                 |                 |                 |  |                 |                 |                 |                 |  |
|  | CASI               | CASI               | 37                |                   |                 |                  |                  |                  |  |         |                 |                 |                 |  |                 |                 |                 |                 |  |
|  | CASI               | CASI               | 37                |                   | Duendes         | Duendes          | 36               |                  |  |         |                 |                 |                 |  |                 |                 |                 |                 |  |
|  |                    |                    |                   |                   | Duendes         | Duendes          | 36               |                  |  |         |                 |                 |                 |  |                 |                 |                 |                 |  |
|  |                    |                    | Universitario (T) | Universitario (T) | 30              |                  |                  |                  |  |         |                 |                 |                 |  |                 |                 |                 |                 |  |
|  | Tala               | Tala               | Universitario (T) | Universitario (T) | 30              | 16               |                  |                  |  |         |                 |                 |                 |  |                 |                 |                 |                 |  |
|  | Tala               | Tala               |                   |                   |                 |                  |                  |                  |  |         |                 |                 |                 |  |                 |                 |                 |                 |  |
|  | Universitario (T)  | Universitario (T)  | 19                |                   |                 |                  |                  |                  |  |         |                 |                 |                 |  |                 |                 |                 |                 |  |
|  | Universitario (T)  | Universitario (T)  | 19                |                   |                 |                  |                  |                  |  | Duendes | Duendes         | 19              |                 |  |                 |                 |                 |                 |  |
|  |                    |                    |                   |                   |                 |                  |                  |                  |  | Duendes | Duendes         | 19              |                 |  |                 |                 |                 |                 |  |
|  |                    |                    | Jockey Club (R)   | Jockey Club (R)   | 24              |                  |                  |                  |  |         |                 |                 |                 |  |                 |                 |                 |                 |  |
|  | Sporting Club      | Sporting Club      | Jockey Club (R)   | Jockey Club (R)   | 24              | 34               |                  |                  |  |         |                 |                 |                 |  |                 |                 |                 |                 |  |
|  | Sporting Club      | Sporting Club      |                   |                   |                 |                  |                  |                  |  |         |                 |                 |                 |  |                 |                 |                 |                 |  |
|  | Jockey Club (R)    | Jockey Club (R)    | 66                |                   |                 |                  |                  |                  |  |         |                 |                 |                 |  |                 |                 |                 |                 |  |
|  | Jockey Club (R)    | Jockey Club (R)    | 66                |                   | Jockey Club (R) | Jockey Club (R)  | 36               |                  |  |         |                 |                 |                 |  |                 |                 |                 |                 |  |
|  |                    |                    |                   |                   | Jockey Club (R) | Jockey Club (R)  | 36               |                  |  |         |                 |                 |                 |  |                 |                 |                 |                 |  |
|  |                    |                    | San Isidro Club   | San Isidro Club   | 25              |                  |                  |                  |  |         |                 |                 |                 |  |                 |                 |                 |                 |  |
|  | Alumni             | Alumni             | San Isidro Club   | San Isidro Club   | 25              | 8                |                  |                  |  |         |                 |                 |                 |  |                 |                 |                 |                 |  |
|  | Alumni             | Alumni             |                   |                   |                 |                  |                  |                  |  |         |                 |                 |                 |  |                 |                 |                 |                 |  |
|  | San Isidro Club    | San Isidro Club    | 30                |                   |                 |                  |                  |                  |  |         |                 |                 |                 |  |                 |                 |                 |                 |  |
|  | San Isidro Club    | San Isidro Club    | 30                |                   |                 |                  |                  |                  |  |         |                 |                 |                 |  | Jockey Club (R) | Jockey Club (R) | 24              |                 |  |
|  |                    |                    |                   |                   |                 |                  |                  |                  |  |         |                 |                 |                 |  | Jockey Club (R) | Jockey Club (R) | 24              |                 |  |
|  |                    |                    | Hindú             | Hindú             | 14              |                  |                  |                  |  |         |                 |                 |                 |  |                 |                 |                 |                 |  |
|  | Newman             | Newman             | Hindú             | Hindú             | 14              | 30               |                  |                  |  |         |                 |                 |                 |  |                 |                 |                 |                 |  |
|  | Newman             | Newman             |                   |                   |                 |                  |                  |                  |  |         |                 |                 |                 |  |                 |                 |                 |                 |  |
|  | Atl. del Rosario   | Atl. del Rosario   | 25                |                   |                 |                  |                  |                  |  |         |                 |                 |                 |  |                 |                 |                 |                 |  |
|  | Atl. del Rosario   | Atl. del Rosario   | 25                |                   | Newman          | Newman           | 30               |                  |  |         |                 |                 |                 |  |                 |                 |                 |                 |  |
|  |                    |                    |                   |                   | Newman          | Newman           | 30               |                  |  |         |                 |                 |                 |  |                 |                 |                 |                 |  |
|  |                    |                    | Liceo             | Liceo             | 20              |                  |                  |                  |  |         |                 |                 |                 |  |                 |                 |                 |                 |  |
|  | Universitario (S)  | Universitario (S)  | Liceo             | Liceo             | 20              | 21               |                  |                  |  |         |                 |                 |                 |  |                 |                 |                 |                 |  |
|  | Universitario (S)  | Universitario (S)  |                   |                   |                 |                  |                  |                  |  |         |                 |                 |                 |  |                 |                 |                 |                 |  |
|  | Liceo              | Liceo              | 50                |                   |                 |                  |                  |                  |  |         |                 |                 |                 |  |                 |                 |                 |                 |  |
|  | Liceo              | Liceo              | 50                |                   |                 |                  |                  |                  |  | Newman  | Newman          | 8               |                 |  |                 |                 |                 |                 |  |
|  |                    |                    |                   |                   |                 |                  |                  |                  |  | Newman  | Newman          | 8               |                 |  |                 |                 |                 |                 |  |
|  |                    |                    | Hindú             | Hindú             | 34              |                  |                  |                  |  |         |                 |                 |                 |  |                 |                 |                 |                 |  |
|  | CUBA               | CUBA               | Hindú             | Hindú             | 34              | 12               |                  |                  |  |         |                 |                 |                 |  |                 |                 |                 |                 |  |
|  | CUBA               | CUBA               |                   |                   |                 |                  |                  |                  |  |         |                 |                 |                 |  |                 |                 |                 |                 |  |
|  | Hindú              | Hindú              | 31                |                   |                 |                  |                  |                  |  |         |                 |                 |                 |  |                 |                 |                 |                 |  |
|  | Hindú              | Hindú              | 31                |                   | Hindú           | Hindú            | 50               |                  |  |         |                 |                 |                 |  |                 |                 |                 |                 |  |
|  |                    |                    |                   |                   | Hindú           | Hindú            | 50               |                  |  |         |                 |                 |                 |  |                 |                 |                 |                 |  |
|  |                    |                    | La Tablada        | La Tablada        | 27              |                  |                  |                  |  |         |                 |                 |                 |  |                 |                 |                 |                 |  |
|  | Universitario (SF) | Universitario (SF) | La Tablada        | La Tablada        | 27              | 33               |                  |                  |  |         |                 |                 |                 |  |                 |                 |                 |                 |  |
|  | Universitario (SF) | Universitario (SF) |                   |                   |                 |                  |                  |                  |  |         |                 |                 |                 |  |                 |                 |                 |                 |  |
|  | La Tablada         | La Tablada         | 36                |                   |                 |                  |                  |                  |  |         |                 |                 |                 |  |                 |                 |                 |                 |  |
|  | La Tablada         | La Tablada         | 36                |                   |                 |                  |                  |                  |  |         |                 |                 |                 |  |                 |                 |                 |                 |  |
|  |                    |                    |                   |                   |                 |                  |                  |                  |  |         |                 |                 |                 |  |                 |                 |                 |                 |  |

### Tercera rueda
| 2 de noviembre | Duendes | 42 - 37 | CASI |  |  |

| 2 de noviembre | Tala | 16 - 19 | Universitario (T) |                                       |                                       |
|                |      | Reporte |                   | Árbitro(s): Carlos Molinari (Rosario) | Árbitro(s): Carlos Molinari (Rosario) |

| 2 de noviembre | Sporting Club | 34 - 66 | Jockey Club (R) |  |  |

| 2 de noviembre | Alumni | 8 - 30 | San Isidro Club |  |  |

| 2 de noviembre | Newman | 30 - 25 | Atlético del Rosario |  |  |

| 2 de noviembre | Universitario (S) | 21 - 50 | Liceo |  |  |

| 2 de noviembre | CUBA | 12 - 31 | Hindú |  |  |

| 2 de noviembre | Universitario (SF) | 33 - 36 | La Tablada |                                       |                                       |
|                |                    | Reporte |            | Árbitro(s): Carlos Odstrich (Tucumán) | Árbitro(s): Carlos Odstrich (Tucumán) |

### Cuartos de final
| 9 de noviembre | Duendes | 36 - 30 | Universitario (T) |  |  |

| 9 de noviembre | Jockey Club (R) | 36 - 25 | San Isidro Club |                                     |                                     |
|                |                 | Reporte |                 | Árbitro(s): Gustavo López (Córdoba) | Árbitro(s): Gustavo López (Córdoba) |

| 9 de noviembre | Newman | 30 - 20 | Liceo |  |  |

| 9 de noviembre | Hindú | 50 - 27 | La Tablada |                                       |                                       |
|                |       | Reporte |            | Árbitro(s): Carlos Molinari (Rosario) | Árbitro(s): Carlos Molinari (Rosario) |

### Semifinales
| 15 de noviembre | Duendes | 19 - 24 | Jockey Club (R) |  |  |

| 15 de noviembre | Newman | 8 - 34 | Hindú |  |  |

### Final
| 22 de noviembre | Jockey Club (R) | 24 - 14 | Hindú | Buenos Aires CRC,                      |                                        |
|                 |                 | Reporte |       | Árbitro(s): Paul Bleckwedell (Tucumán) | Árbitro(s): Paul Bleckwedell (Tucumán) |

| Bandera de la Provincia de Santa Fe |
| Jockey Club de Rosario Campeón      |
| Primer título                       |